# N. V. Gogol
Die N. V. Gogol (russisch Н. В. Гоголь) ist ein russischer Seitenraddampfer, der im März 1911 nach den Schwesterschiffen Mikhail Klirichevskiy (1909 - 500 PS) und General Kondratenko (später umbenannt als A. I. Zelyabov) im Auftrag von der Nord-Reederei „Kotlas – Archangelsk - Murman“ für den Liniendienst Wologda – Archangelsk bei der Werft Sormowo vom Stapel lief. Der älteste Dampfer im Betrieb in Russland trug und trägt seit 100 Jahren den Namen des russischen Schriftstellers ukrainischer Herkunft Nikolai Gogol. Die Kosten betrugen 140.000 RRR (Rubel des Russischen Reiches oder Zarskimi, dt. Zarenrubel). Das Schiff wird als historisches Kreuzfahrtschiff auf der Nördlichen Dwina eingesetzt.

## Geschichte
Die N. V. Gogol wurde 1911 im russischen Nischni Nowgorod vorgefertigt und zusammengebaut. Das Schiff wurde über die Wolga, die Scheksna und den Kubenasee in die Suchona transportiert. Da die Schleuse für die Überfahrt in die Nördliche Dwina zu eng war, wurde das Boot in drei Teile zerlegt und in Weliki Ustjug wieder montiert. Seit 1911 wurde der Dampfer auf der Strecke Wologda – Archangelsk eingesetzt. Während des Bürgerkrieges diente es als Hospitalschiff und Frachtschiff. Zwischen 1919 und 1921 lag die N. V. Gogol zur Reparatur in Petrograd. In den Jahren 1921 bis 1939 verkehrte das Schiff auf der Strecke Wologda-Archangelsk. Nach einer Generalüberholung in den Jahren 1939 bis 1941, bei der die N. V. Gogol einen neuen Rumpf erhielt (der alte diente noch mehrere Jahre als Hotel), wurde der Dampfer während des Großen Vaterländischen Krieges als Hospitalschiff genutzt.
Nach dem Krieg wurde das Schiff auf der Strecke Kotlas-Archangelsk eingesetzt. Von 1958 bis 1959 erfolgte eine erneute Generalüberholung, wobei die Dampfkessel von Kohle auf Erdöl umgestellt wurden. 1972 diente die N. V. Gogol als schwimmendes Erholungsheim der Schiffswerft „Swjosdotschka“ in Sewerodwinsk. In den Jahren 1972 bis 1973 wurde der Dampfer modernisiert. Ab 1973 erfolgten Kreuzfahrten auf der Nördlichen Dwina für die Arbeiter der Werft.
Der Dampfer wurde zwischen 1994 und 1996 wieder nach den für Kreuzfahrtschiffen gestellten Forderungen umgebaut. Die Anzahl der Fahrgastplätze wurde beträchtlich bis auf 53 Kabinenplätze reduziert, obwohl das Schiff die Zulassung für 140 Passagiere hat.

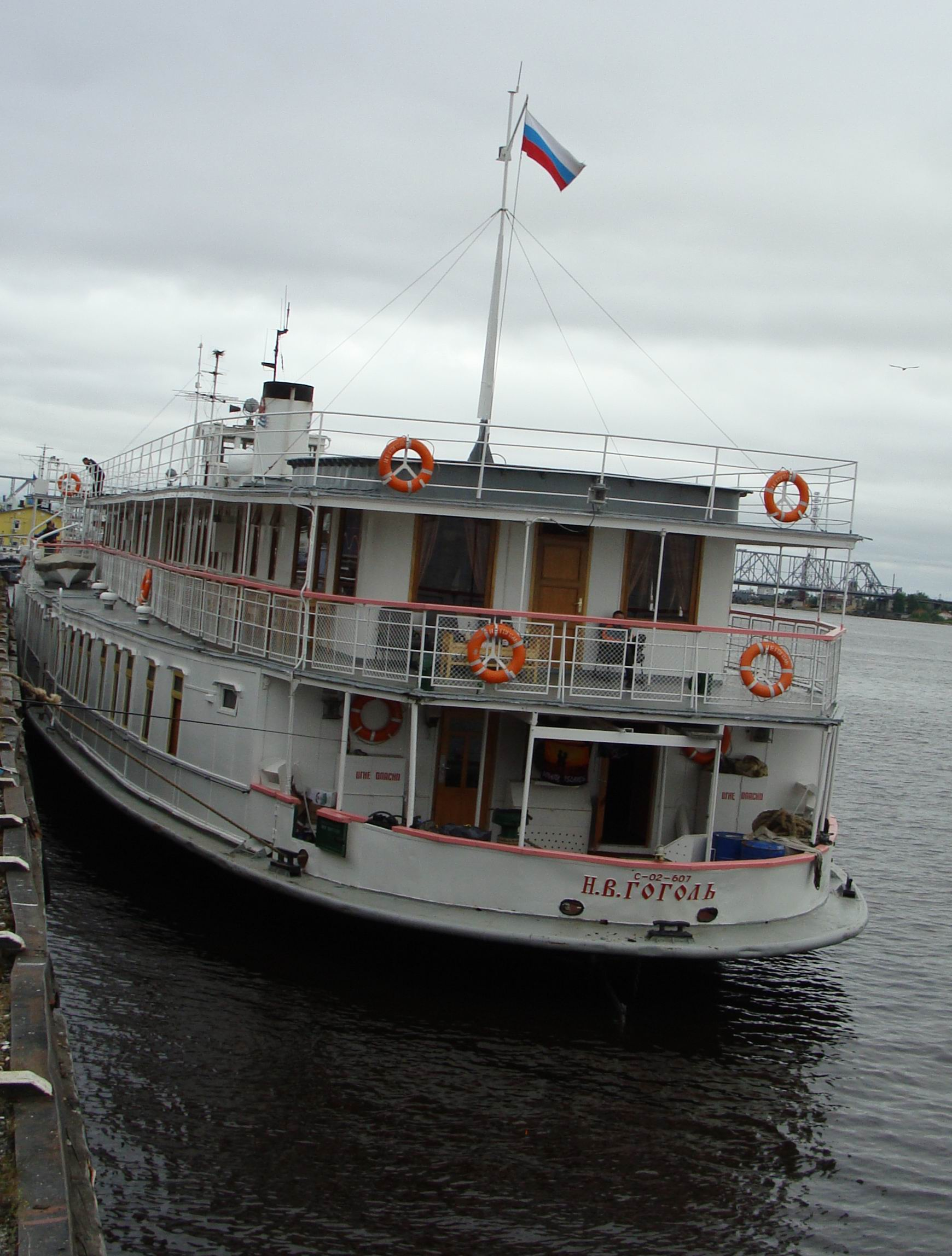
Heck
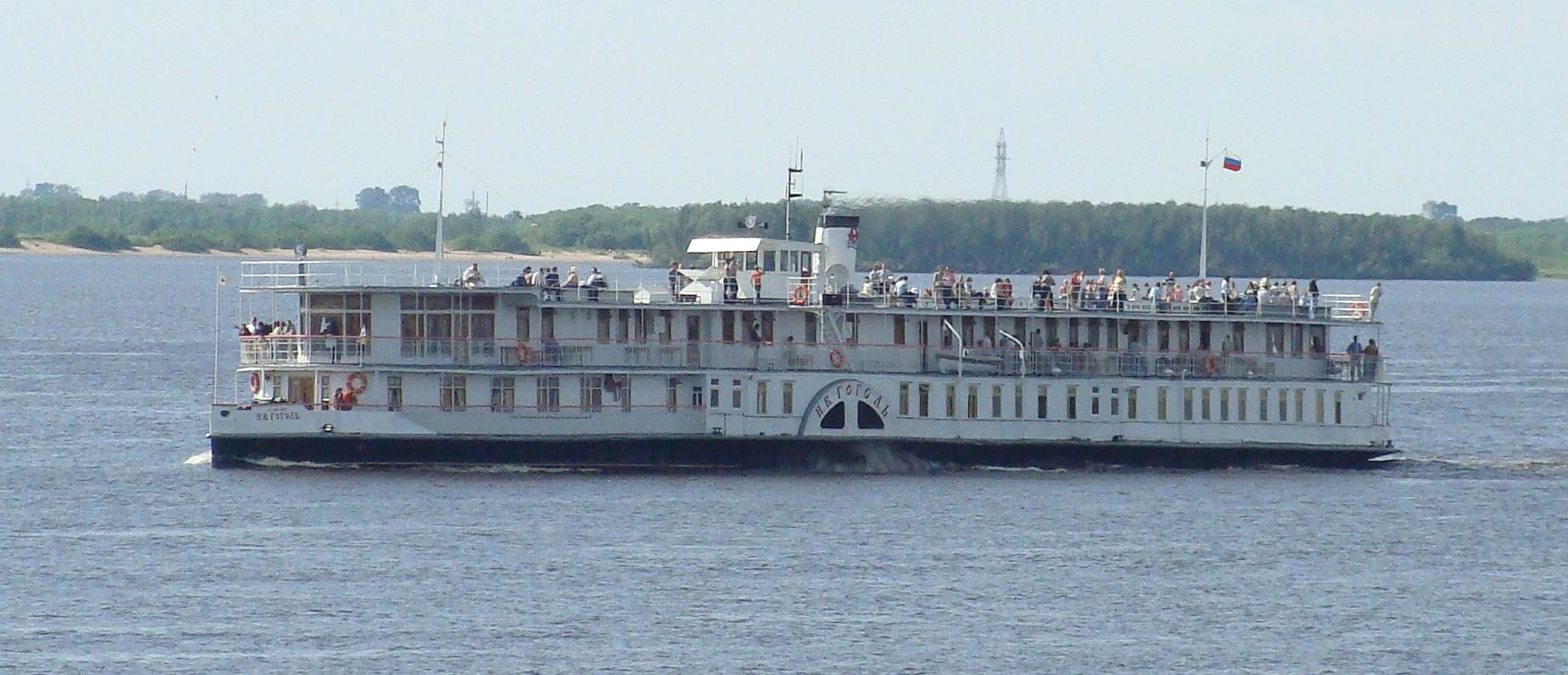
Backbord
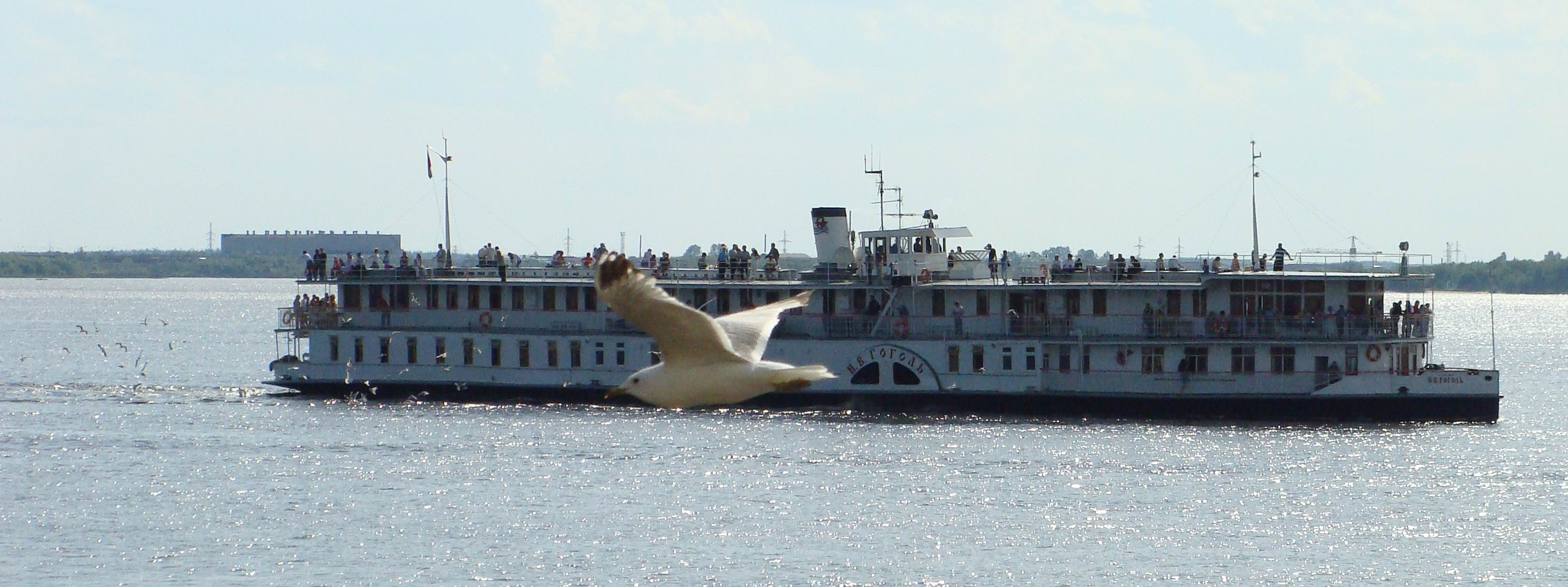
Steuerbord